# 利星行

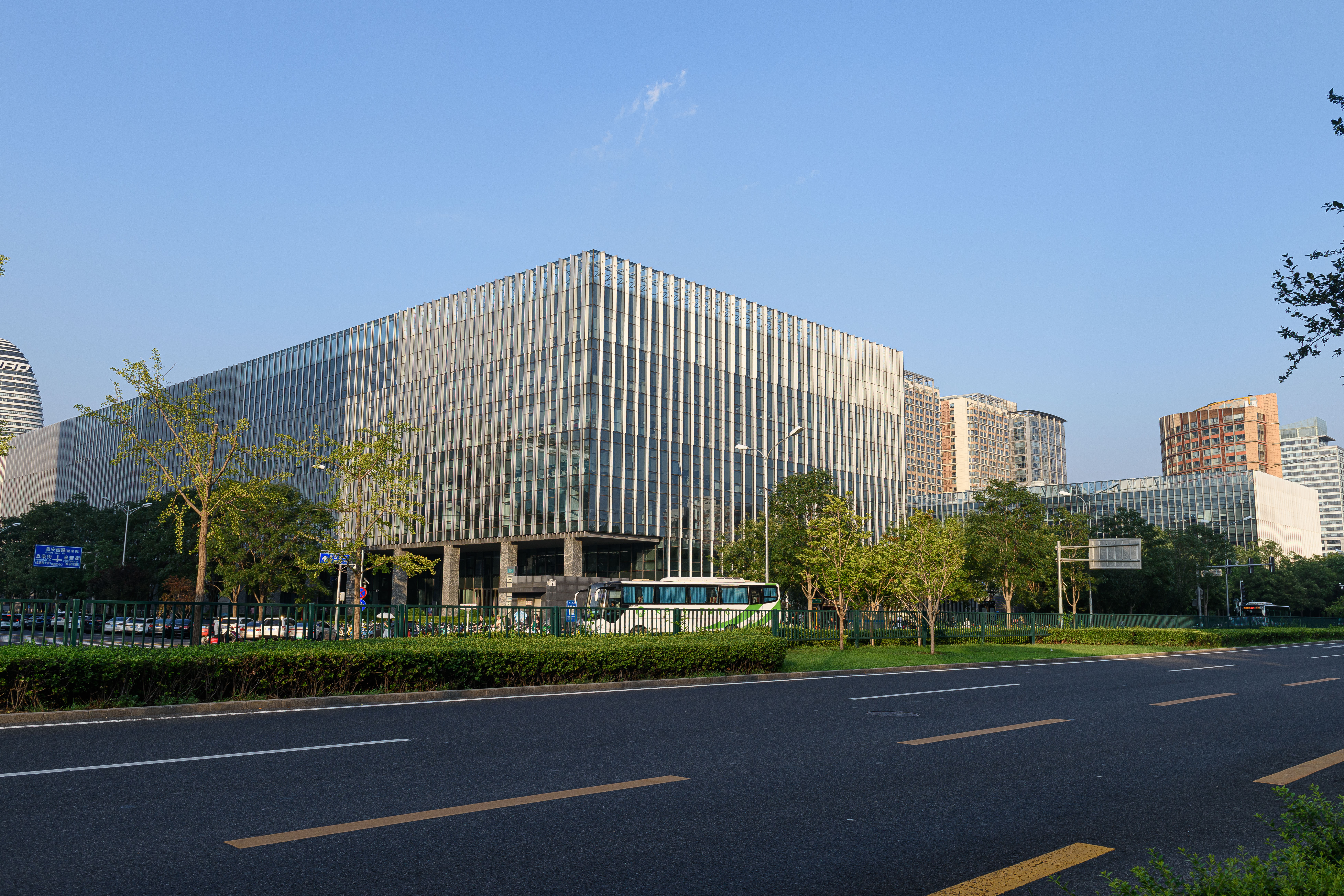
北京望京利星行中心

利星行有限公司，(港交所原代碼：0238.HK)，成立於1992年，主要代理平治汽車、證券業、地產、重型工業等貿易，是平治汽車全球最大的经销商集团，目前利星行汽车在中國77个城市拥有105家经销商，134个网点，82万客户，同时也在德國，韩国、越南、台湾、柬埔寨等地经销平治汽車，除此之外利星行在韩國，越南、柬埔寨等地拥有多家保时捷4S店。在韩国，利星行拥有韩星汽车100%的股份，而韩星汽车是韩国奔驰在其国内最大的经销商。

## 相关人员
- 劉玉波生前是前上市公司利星行有限公司的大股東，持有60億元股份。樂善好施的他，生前在沙巴屢獲拿督勳銜。
- 颜健生，利星行（中国）汽车企业管理有限公司法定代表人，马来西亚拿督。[3]
- 沈秀明，利星行董事会成员，马来西亚人。[4]

## 历史
- 2011年收入473.9億人民幣
- 2012年在中國出售78500輛汽車，收入404.55億人民幣，在2012年度汽車經銷商集團百強排行榜排名第五位
- 2015年在中國出售117422輛汽車，收入522.08923億人民幣，在2016年度汽車經銷商集團百強排行榜排名第五位
- 2016年在中國出售157505輛汽車，收入661.76億人民幣，在2017年度汽車經銷商集團百強排行榜排名第三位
- 2017年在中國出售205861輛汽車，收入801.1億人民幣，在2018年度汽車經銷商集團百強排行榜排名第三位

但由於股份交投量持續疲弱，因此在特別股東大會通過私有化，在2008年3月12日正式脫離香港股市。
1986年，奔馳與香港利星行集團合作，在香港註冊成立合資公司梅賽德斯-奔馳(中國)有限公司，由此利星行取得奔驰汽车在中国大陆的唯一代理权。2006年，奔驰中国将利星行成为其大股东，利星行多位高层也担任奔驰中国董事。截至2010年底，利星行的销售量大概已经占到奔驰在中国大陆销售量的40%左右。
2012年5月29日，龐大集團與利星行全資子公司新星汽車簽署《合作意向書》，雙方將合資在全國成立12家合資公司。其中，龐大持股45％，利星行持有55％。
2012年7月27日，戴姆勒股份公司、戴姆勒東北亞和利星行三方共同簽署了就合資企業股比分配達成的協議。根據協議，戴姆勒所持有的奔馳中國股份將由51%增至75%，利星行的股份則由49%減持至25%。
2017年5月22日戴姆勒汽車集團將向香港利星行公司投資低數的數億歐元，得到的回報是將擁有該公司15%的股權，同時利星行將接收了戴姆勒在莱比锡、德累斯顿等城市18个分店，1400名员工。

## 争议
- 西安奔驰新车漏油维权事件